# Walter Grauman
Walter E. Grauman (17 maart 1922, Milwaukee – 20 maart 2015, Los Angeles) was een Amerikaans toneel-, film- en televisieregisseur.

## Biografie
Grauman werd geboren in Milwaukee als zoon van Jacob en Irene Grauman, beide kinderen van Duitse immigranten die getrouwd waren na zich gevestigd te hebben in de Verenigde Staten. Zijn vader was eigenaar van een filmdistributiemaatschappij.
In zijn jonge jaren leefde Grauman in Shorewood, een randgemeente van Milwaukee. Later verhuisde hij naar Arizona alwaar hij les volgde aan de Universiteit van Arizona. Tijdens de Tweede Wereldoorlog had hij legerdienst in de United States Army Air Forces en vloog 56 gevechtsmissies boven Europa in een B-25 met het Twelfth Air Force en werd gedecoreerd met het Distinguished Flying Cross. Na zijn diensttijd verhuisde hij naar Californië en ging bij zijn moeder wonen.

### Toneel en film
Na een paar jaar een eigen zaak te hebben, nam Grauman uiteindelijk een job aan als toneelmeester bij de NBC-studios in Los Angeles. Tijdens zijn werk bij het netwerk ontwikkelde hij met zijn schoonbroer Alan Armer een talentenjachtachtig programma, wat een basis vormde voor de latere talentenjachten Star Search en American Idol.
In 1957 ging Grauman over naar de film met het regisseren van de B-film The Disembodied voor de Allied Artists Studios, geleid door zijn vriend Walter Mirisch. Ondanks dat hij maar zes langspeelfilms regisseerde had Grauman een van de langst lopende televisiecarrières in de geschiedenis met onder andere de televisieseries The Untouchables (1959), The Fugitive (1963-1967), Route 66, The Streets of San Francisco (1972-1977) en The Twilight Zone. Hij vertelde dat hij Michael Douglas aan zijn eerste filmrollen hielp met een hoofdrol in The Streets of San Francisco.
Walter Grauman regisseerde 633 Squadron, een WOII-oorlogsfilm over een fictief squadron in de Britse Royal Air Force. In interviews vertelde George Lucas dat de "trench run"-sequentie in Star Wars: Episode IV gebaseerd was op een scene uit deze film.
In zijn loopbaan regisseerde Walter Grauman een aantal televisiefilms zoals de door Aaron Spelling geproduceerde bovennatuurlijke horrorfilm Crowhaven Farm (1970).  Uitgezonden als "film van de week" door ABC op 24 november 1970 met in de hoofdrol Hope Lange en Paul Burke. De film bevatte toverkracht, déjà vu, dood, verraad, wraak en reïncarnatie en werd een cultfilm.
Walter Grauman was familie van Sid Grauman, eigenaar en stichter van het bekende Los Angeles Grauman's Chinese Theater, Grauman's Egyptian Theatre en het Million Dollar Theater.
Grauman stierf in 2015 op 93-jarige in Los Angeles, waar hij samen met zijn echtgenote woonde.

## Filmografie

### Televisieseries
- Matinee Theatre (1955-1958)
- Colt .45 (1957)
- Alcoa Theatre (1958-1959)
- Man Without a Gun (1958-1959)
- Steve Canyon (1958-1959)
- The Further Adventures of Ellery Queen (1958)
- The Untouchables (1959-1963)
- Perry Mason (1959-1960)
- The DuPont Show with June Allyson (1959)
- Hotel de Paree (1959)
- Goodyear Theatre (1959)
- Peter Gunn (1959)
- Harrigan and Son (1960)
- The Chevy Mystery Show (1960)
- Wichita Town (1960)
- The New Breed (1961-1962)
- Route 66 (1962-1963)
- Naked City (1962-1963)
- The Eleventh Hour (1962)
- Empire (1962)
- The Fugitive (1963-1965)
- East Side/West Side (1963)
- Burke's Law (1963)
- The Twilight Zone (1963)
- Kraft Suspense Theatre (1964)
- Honey West (1965)
- 12 O'Clock High (1965)
- The Felony Squad (1966-1967)
- Blue Light (1966)
- Lancer (1968)
- Judd for the Defense (1968)
- Dan August (1970)
- The Streets of San Francisco (1972-1977)
- The F.B.I. (1972-1974)
- Jigsaw (1972)
- Barnaby Jones (1973-1979)
- Adams of Eagle Lake (1975)
- Most Wanted (1976)
- Bert D'Angelo/Superstar (1976)
- Tales of the Unexpected (1977)
- Bare Essence (1983)
- Murder, She Wrote (1984-1996)
- Scene of the Crime (1984-1985)
- V (1984)
- Cover Up (1984)
- Trapper John, M.D. (1985)
- Columbo (1990)
- Burke's Law (1994)

### Films
- The Disembodied (1957)
- Boston Terrier (1963)
- The Fugitive (1963)
- Fanfare for a Death Scene  (1964)
- Lady in a Cage (1964)
- 633 Squadron (1964)
- Will Banner (1965)
- A Rage to Live (1965)
- I Deal in Danger (1966)
- The World: Color It Happy segment "Happy is a Color") (1967)
- Nick Quarry (1968)(kortfilm)
- Daughter of the Mind (1969)
- Crowhaven Farm (1970)
- The Old Man Who Cried Wolf (1970)
- The Last Escape (1970)
- Dead Men Tell No Tales (1971)
- They Call It Murder (1971)
- Paper Man (1971)
- The Forgotten Man (1971)
- Manhunter (1974)
- Force Five (1975)
- Are You in the House Alone? (1978)
- The Golden Gate Murders (1979)
- Crisis in Mid-air (1979)
- Pleasure Palace (1980)
- The Memory of Eva Ryker (1980)
- To Race the Wind (1980)
- Top of the Hill (1980)
- Jacqueline Susann's Valley of the Dolls (1981)
- Bare Essence (1982)
- Illusions (1983)
- Covenant (1985)
- Who Is Julia? (1986)
- Outrage! (1986)
- Shakedown on the Sunset Strip (1988)
- Nightmare on the 13th Floor (1990)